# 長尾景広
長尾景広（ながお かげひろ）
1. 室町時代の人物で、佐貫長尾氏当主。
2. 安土桃山時代の人物で、白井長尾氏当主。

長尾 景広（ながお かげひろ、生没年不詳）は南北朝時代の人物。
長尾氏の一族で、長尾氏春（景雄）の子。上総国佐貫を領する佐貫長尾家（千秋長尾家）の当主と記録されているが、上杉禅秀の乱以降の動向は不明。
長尾 景広（ながお かげひろ）は、安土桃山時代から江戸時代前期にかけての武将。上杉氏の家臣。白井長尾氏10代当主。八崎城主。

## 生涯
天正元年（1573年）、長尾憲景の子として誕生。天正10年（1582年）、兄・長尾輝景の命によって後北条氏の人質として小田原城に入る。最初は北条氏政の偏諱を受けて政景と名乗った。3年後に帰国するも重臣である牧和泉守・牧弾正の父子の居城・田留城を所望する。輝景と牧父子はこれを拒むが、政景は親北条派の重臣達の支持を受けて独断で牧氏一族を滅ぼして田留城を奪取、天正17年（1589年）には兄を隠居させて家督を奪ったとされる。
天正18年（1590年）、豊臣秀吉の小田原征伐の後に白井長尾家は没落。一時期は加賀国前田氏に預けられるが、その後すぐに、兄と共に同族・上田長尾家出身の上杉景勝に仕えた。兄の死後に継承分を併せて1,000石を領する。但し『三百藩家臣人名事典 1』では田中三九郎の陣代として田中権四郎を称し、60石の馬廻組として仕えていたが、後に景勝の命で長尾氏に復姓、侍組となり1,000石を領するとしている。
大坂冬の陣にも参戦し、前備を勤めた。元和元年（1615年）には侍頭となり、1,000石加増される。出羽国山形藩の最上氏改易の際には山形城の接取と警護を担当した。
寛永3年（1626年）に隠居し、同7年（1630年）死去。